# Thomas Keyßner
Thomas Keyßner (* 31. März 1956 in Hof) ist ein deutscher Jurist und Kommunalpolitiker (Bündnis 90/Die Grünen). Von 2008 bis April 2020 bekleidete er das Amt des 2. Bürgermeister der niederbayerischen Stadt Landshut.

## Werdegang

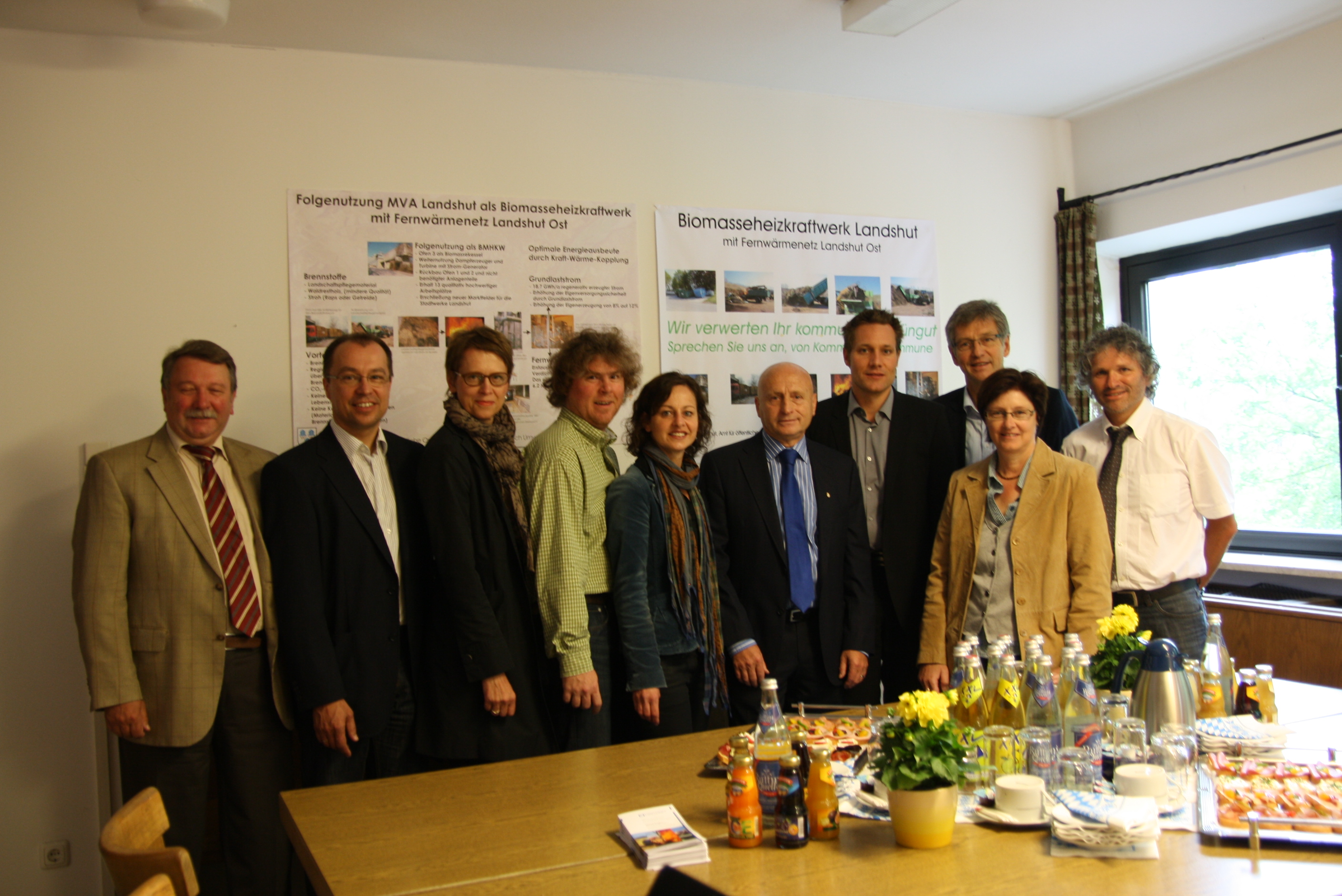
Thomas Keyßner (3. von rechts) mit OB Hans Rampf (5. von rechts) und Vertretern der Landtagsfraktion der Grünen

### Ausbildung und Beruf
Thomas Keyßner wuchs in Coburg auf. Nach dem Abitur 1975 am Gymnasium Casimirianum und Wehrdienst studierte er von 1976 bis 1981 Rechtswissenschaften in München und Genf. Es folgten Referendariat und eine kurze Tätigkeit als Rechtsanwalt. Von 1984 an arbeitete er als Referent im Bayerischen Staatsministerium für Arbeit und Sozialordnung und promovierte 1985. 1988 kam er als Richter an das Sozialgericht Landshut. 2006 wechselte er als Richter an das Bayerische Landessozialgericht in München. Nach seiner Wahl zum 2. Bürgermeister der Stadt Landshut schied er 2008 aus dem Justizdienst aus und ist seither als Leiter des Integrationsamts im Zentrum Bayern Familie und Soziales in Landshut tätig.

### Politik
Seine politische Laufbahn begann 1982 mit dem Beitritt zu den Grünen. Von 1990 bis 1996 war er im Kreisverband Landshut Mitglied im Vorstand. Bei der Kommunalwahl im Frühjahr 1996 verzeichneten Bündnis 90/Die Grünen in Landshut erhebliche Stimmengewinne und Keyßner zog erstmals in den Landshuter Stadtrat ein. Er wurde dort zum Fraktionsvorsitzenden gewählt und blieb bis 2008 in dieser Funktion. 1998 und 2004 kandidierte er für das Amt des Oberbürgermeisters. Nach der Kommunalwahl 2008, bei der Bündnis 90/Die Grünen mit 17 % der Stimmen zur zweitstärksten Fraktion wurden, wurde er zum ehrenamtlichen zweiten Bürgermeister gewählt.
Im Juni 2010 war er Mitglied der 14. Bundesversammlung zur Wahl des Bundespräsidenten. Im Oktober 2010 trat er zur Wahl des Oberbürgermeisters in Landshut an, konnte sich aber mit 26,43 % nicht gegen den CSU-Kandidaten Hans Rampf durchsetzen.

## Veröffentlichungen
- Täuschung durch Unterlassen – Informationspflichten in der Werbung. Heymann, Köln 1986; Zugleich: Dissertation, Universität München, 1985